# Museu do Instituto Histórico e Geográfico de Alagoas
O Museu do Instituto Histórico e Geográfico de Alagoas (MIHGAL) localiza-se no centro de Maceió, estado de Alagoas, no Brasil. Mantido pelo Instituto Histórico e Geográfico do estado, conserva e expõe ao público parte do acervo histórico, arqueológico e etnográfico desta instituição.
O museu está instalado num prédio construído no final do século XIX, onde residiu Américo Passos Guimarães, desapropriado em 1909 e posteriormente cedido ao instituto. Ocupa o térreo do edifício e seis salas no primeiro andar.
Entre as peças que compõem o acervo do museu estão telas de pintores famosos, documentos históricos, objetos pertencentes aos cultos afro-brasileiros do começo do século XX, utensílios indígenas e armas que pertenceram a Virgulino Ferreira da Silva, o Lampião.